# Bernard Antoinette
Bernard Antoinette (né le 11 mars 1914 à Rouen,, mort le 4 mars 2008 à Bois-Guillaume est un footballeur français devenu par la suite entraîneur.

## Biographie
Il débute en 1928 chez les jeunes au FC Rouen et remporte le concours du jeune footballeur en 1932.
Il joue comme inter au FC Rouen, au Red Star et à l'US Quevilly. Avec les Diables rouges, il remporte le titre de champion de France de D2 en 1936.
Il est sélectionné à deux reprises en équipe de France en 1937. Il est également international B et Militaire.
Sa carrière de joueur achevée, il devient entraîneur de l'US Quevilly. Avec l'USQ, Antoinette remporte les titres amateurs en 1954, 1955 et 1958. Il devient ensuite conseiller technique régional en Normandie de 1967 à 1972.

## Distinctions
- Croix de guerre 1939–1945[4]

## Palmarès

### Joueur
- Vainqueur du concours du jeune footballeur en 1932
- Champion de France de D2 en 1936 avec le FC Rouen

### Entraîneur
- Champion de France amateur en 1954, 1955 et 1958 avec l'US Quevilly